# Räuspertaste

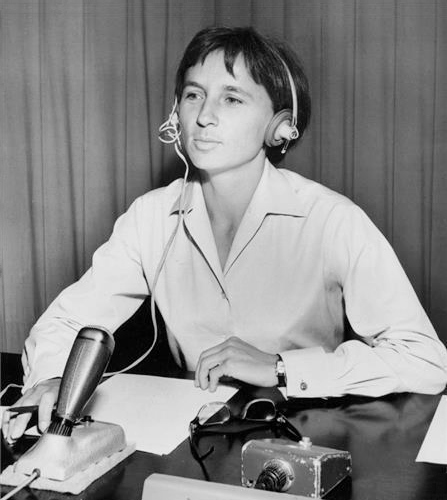
Die kroatische Moderatorin Milka Babović mit Sennheiser MD 21-Mikrofon und Räuspertaste

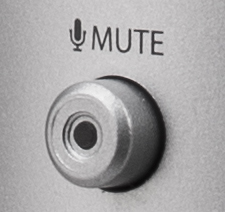
Mute-Taste eines USB-Mikrofons

Eine Räuspertaste (auch Mute-Taste, englisch cough button) ist eine Taste, die die Möglichkeit bietet, das Audiosignal eines Mikrofons kurzzeitig stummzuschalten.

## Funktion
Bei Livesendungen im Radio oder in Podcasts kann mit der Taste verhindert werden, dass Räuspern, Husten oder andere Körpergeräusche der sprechenden Person übertragen werden. Die Taste wird außerdem dazu genutzt, kurz mit anderen Personen im Aufnahmestudio sprechen zu können, ohne dass dies zu hören ist. Dabei darf der Ton nicht abrupt ausgeschaltet werden, da dies sonst als Knacken zu hören ist.

## Eigenschaften
Die Räuspertaste kann sich direkt am Mikrofon befinden, als einzelne Taste zwischen Mikrofon und Verstärker oder als Taste am Mischpult. Außerdem kann auch der Aufnahmekanal am Aufzeichnungsgerät stummgeschaltet werden. Die Räuspertaste kann als zwischengeschalteter Taster oder als Fernbedienung realisiert werden.
Im Bereich der Consumer-Audioelektronik als Podcast-Mikrofone beworbene USB-Mikrofone mit eingebautem Audio-Interface verfügen häufig über eine am Mikrofonkorpus angebrachte Mute-Taste. Bei entsprechender Schaltung kann es bei Mute-Tasten zum Knacken kommen.

## Trivia
In einem vom WDR für den Moderator Alfred Biolek bereitgestellten Stuhl war eine Räuspertaste verbaut. Biolek, der sich in seiner Gesprächssendung Boulevard Bio häufig räusperte, erhielt den Stuhl 2003 zum Abschied von der Sendung von WDR-Intendant Fritz Pleitgen.